# Ассоциация (пропаганда и реклама)
Ассоциация (трансфе́р) — это техника, используемая в пропаганде и в рекламе. Суть техники заключается в проецировании позитивных или негативных качеств и реакций (таких как похвала или порицание), вызываемых человеком, группой людей, объектом, сущностью или ценностью (к примеру, патриотизм) на другой объект с целью сформировать подсознательную ассоциацию и, таким образом, сделать его более приемлемым или, наоборот, дискредитировать. Реализация этой техники часто очень наглядна и использует символы, наложенные на другие визуальные образы.
К примеру, политики фотографируются на фоне государственных флагов, чтобы получить дивидент за счёт патриотизма людей. Другим примером является привлечение знаменитостей. Примером использования техники для негативных целей является ассоциация ЛГБТ-людей с педофилией, что используется властями и проправительственными медиа в России.